# Muważy
Muważy (ros. Муважи) – wieś (dieriewnia) w Rosji, w Udmurcji, w rejonie ałnaskim. W 2010 liczyła 380 mieszkańców.